# Coupe de La Réunion de football 2014
Navigation
Édition précédente Édition suivante
La Coupe La Réunion de football 2013 est la 47e édition de la compétition.

## Trente deuxièmes de finale
| Division | Club                             | Résultat      | Club                  | Division | Lieu                                   | Date, heure          |
| -------- | -------------------------------- | ------------- | --------------------- | -------- | -------------------------------------- | -------------------- |
| (D1P)    | AS Excelsior                     | 3-0           | Etoile du Sud         | (D2D)    | Stade Raphaël-Babet, Saint-Joseph      | Mercredi 23, 20 h 30 |
| (D1P)    | US Sainte-Marienne               | 10-0          | Espoirs Tan Rouge     | (D3D)    | Stade de La Redoute, Saint-Denis       | Mercredi 23, 20 h 30 |
| (D1P)    | AS Marsouins                     | 3-0           | AS Grand Fond         | (D2D)    | Stade Saint-Leu, Saint-Leu             | Mercredi, 20 h 30    |
| (D2D)    | Saint-Denis FC                   | 3-1           | AS Capricorne         | (D1P)    | Stade Jean-Ivoula, Saint-Denis         | Mercredi 23, 20 h 30 |
| (D3D)    | JCV Saint-Pierre                 | 0-5           | FC Ligne Paradis      | (D2R)    | Stade Joffre Labenne, Saint-Pierre     | Mercredi 23, 20 h 30 |
| (D2D)    | AS Bretagne                      | 2-0           | ASE Grande-Montée     | (D2D)    | Stade de la Bretagne, La Bretagne      | Mercredi 23, 20 h 30 |
| (D2R)    | JS Vincendo                      | 1-0           | JS Bellemène 2007     | (D2D)    | Stade Raphaël-Babet, Saint-Joseph      | Samedi 26, 20 h 00   |
| (D1P)    | US Stade Tamponnaise             | 10-1          | AES Convenance        | (D3D)    | Stade Klébert Picard, Le Tampon        | Samedi 26, 20 h 00   |
| (D2R)    | JS Piton Saint-Leu               | 2-0           | CS Saint-André        | (D2D)    | Stade Saint-Leu, Saint-Leu             | Samedi 26, 20 h 00   |
| (D2D)    | SS Gauloise                      | 1-1, 4 - 3tab | FC Avirons            | (D2R)    | Stade Paul Moreau, Bras-Panon          | Samedi 26, 20 h 00   |
| (D2R)    | SS Rivière-Sports                | 13-0          | CS Crête              | (D3D)    | Stade Théophile Hoarau, Saint-Louis    | Samedi 26, 20 h 00   |
| (D2R)    | AS Possession                    | 4-2           | Ravine Blanche Club   | (D2D)    | Stade Youri-Gagarine, La Possession    | Samedi 26, 20 h 00   |
| (D1P)    | Saint-Pauloise FC                | 4-0           | US Bellmène Canots    | (D2D)    | Stade Paul-Julius-Bénard, Saint-Paul   | Samedi 26, 20 h 30   |
| (D2D)    | AS Poudrière                     | 3-5           | AS Red Star           | (D3D)    | Stade Saint-Alme, Trois-Bassins        | Dimanche 27, 13 h 30 |
| (D2R)    | CO Saint-Pierre                  | 1-2           | SC Bellepierre        | (D3D)    | Stade Michel-Volnay, Saint-Pierre      | Dimanche 27, 13 h 45 |
| (D2D)    | AFC Halte là                     | 1-1, 7 - 6tab | Cilaos FC             | (D2D)    | Stade Youri-Gagarine, La Possession    | Dimanche 27, 14 h 00 |
| (D2D)    | AS MJC Sainte-Suzanne            | 2-1           | ES Etang Salé         | (D2D)    | Stade Georges Repiquet, Sainte-Suzanne | Dimanche 27, 14 h 00 |
| (D2D)    | ASC Saint-Etienne                | 1-5           | ARC Bras Fusil        | (D1P)    | Stade Ludovic Viadère, Saint-Louis     | Dimanche 27, 15 h 30 |
| (D2D)    | ES Entre-Deux                    | 3-0           | ASC Makes             | (D3D)    | Stade Bas du Ruisseau, Entre-Deux      | Dimanche 27, 15 h 30 |
| (D2R)    | ASC Monaco                       | 4-0           | Les Oliviers          | (D2D)    | Stade Réné Arnoux, Saint-Benoît        | Dimanche 27, 15 h 30 |
| (D2D)    | SC Chaudron                      | 3-2           | ASC Grand-Bois        | (D2D)    | Stade du Chaudron, Saint-Denis         | Dimanche 27, 15 h 30 |
| (D2R)    | AS Eperon                        | 1-2           | FC Parfin             | (D2D)    | Stade Paul-Julius-Bénard, Saint-Paul   | Dimanche 27, 16 h 00 |
| (D2D)    | JS Saint-Pierroise               | 4-0           | FC 17e Km             | (D2D)    | Stade Michel-Volnay, Saint-Pierre      | Dimanche 27, 16 h 00 |
| (D2R)    | Trois-Bassins FC                 | 4-1           | CS Dynamo             | (D2D)    | Stade Saint-Alme, Trois-Bassins        | Dimanche 27, 16 h 00 |
| (D1P)    | US Bénédictins                   | 0-2           | AS Saint-Philippe     | (D2D)    | Stade Jean-Allane, Saint-Benoît        | Dimanche 27, 16 h 00 |
| (D1P)    | SS Jeanne d'Arc                  | 5-0           | AEFC Ouest            | (D2D)    | Stade Lambrakis, Le Port               | Dimanche 27, 16 h 00 |
| (D2R)    | AF Saint-Louis                   | 9-0           | AJS Ravinoise         | (D1P)    | Stade Théophile Hoarau, Saint-Louis    | Dimanche 27, 16 h 00 |
| (D2D)    | AFC Saint-Laurent                | 1-4           | SS Saint-Louisienne   | (D1P)    | Stade Youri-Gagarine, La Possession    | Dimanche 27, 16 h 30 |
| (D2D)    | Entente Sainte-Suzanne/Bagatelle | 0-0 1- 4tab   | OCSA Léopards         | (D2R)    | Stade Georges Repiquet, Sainte-Suzanne | Dimanche 27, 16 h 30 |
| (D2R)    | SDEFA                            | 2-1           | JS Bras-Creux         | (D2D)    | Stade de la Redoute, Saint-Denis       | Mercredi 14, 20 h 30 |
| (D2R)    | US Sainte-Anne                   | 1-0           | Jean-Petit FC         | (D2D)    | Stade Marc Minatchy, Sainte-Anne       | Mercredi 14, 20 h 30 |
| (D1P)    | AJ Petite-Île                    | 8-0           | AEFTC Etang Saint-Leu | (D2D)    | Stade Régional, Petite-Île             | Mercredi 21, 20 h 30 |

## Seizièmes de finale
| Division | Club                 | Résultat       | Club                | Division | Lieu                                   | Date, heure               |
| -------- | -------------------- | -------------- | ------------------- | -------- | -------------------------------------- | ------------------------- |
| (D1P)    | AS Possession        | 3-0            | SC Bellepierre      | (D3D)    | Stade Youri-Gagarine, La Possession    | Vendredi 6 juin, 20 h 30  |
| (D2D)    | Saint-Denis FC       | 2-3            | US Sainte-Marienne  | (D1P)    | Stade Jean-Ivoula, Saint-Denis         | Samedi 7 juin, 20 h 00    |
| (D1P)    | AS Marsouins         | 5-0            | JS Vincendo         | (D2R)    | Stade Saint-Leu, Saint-Leu             | Samedi 7, 20 h 00         |
| (D1P)    | SS Saint-Louisienne  | 6-0            | SS Gauloise         | (D2D)    | Stade Théophile Hoarau, Saint-Louis    | Samedi 7 juin, 20 h 00    |
| (D1P)    | JS Saint-Pierroise   | 6-0            | AS Saint-Philippe   | (D2D)    | Stade Michel-Volnay, Saint-Pierre      | Samedi 7 juin, 20 h 00    |
| (D2D)    | AS Red Star          | 1-4            | AF Saint-Louis      | (D2R)    | Stade du 23e Km, Le Tampon             | Samedi 6 juin, 20 h 00    |
| (D1P)    | US Stade Tamponnaise | 0-4 fft Tampon | AFC Halte là        | (D2D)    | Stade Klébert Picard, Le Tampon        | Samedi 7 juin, 20 h 00    |
| (D2R)    | ES Entre-Deux        | 0-1            | FC Ligne Paradis    | (D2R)    | Stade Bas du Ruisseau, Entre-Deux      | Samedi 7 juin, 20 h 00    |
| (D1P)    | ARC Bras-Fusil       | 3-1            | FC Parfin           | (D2D)    | Stade Jean-Allane, Saint-Benoît        | Samedi 7 juin, 20 h 00    |
| (D2R)    | MJC Sainte-Suzanne   | 1-1 2-4tab     | AJ Petite-Île       | (D1P)    | Stade Georges-Repiquet, Sainte-Suzanne | Samedi 7 juin, 20 h 00    |
| (D2R)    | SDEFA                | 4-2            | Ravine Blanche Club | (D2D)    | Stade de la Redoute, Saint-Denis       | Samedi 7 juin, 20 h 00    |
| (D1P)    | Saint-Pauloise FC    | 5-0            | AS Bretagne         | (D2D)    | Stade Paul-Julius-Bénard, Saint-Paul   | Samedi 7 juin, 20 h 30    |
| (D2D)    | US Sainte-Anne       | 3-1ap          | Trois-Bassins FC    | (D2R)    | Stade Marc Minatchy, Sainte-Anne       | Dimanche 8 juin, 15 h 00  |
| (D2R)    | ASC Monaco           | 3-4ap          | JS Piton Saint Leu  | (D2D)    | Stade Réné Arnoux, Saint-Benoît        | Dimanche 27 juin, 15 h 30 |
| (D1P)    | SS Jeanne d'Arc      | 7-0            | FC Parfin           | (D2D)    | Stade Paul-Julius-Bénard, Le Port      | Dimanche 8 juin, 16 h 00  |
| (D1P)    | AS Excelsior         | 5-0            | OCSA Léopards       | (D2R)    | Stade Raphaël-Babet, Saint-Joseph      | Dimanche 8 juin, 16 h 30  |

## Huitièmes de finale
Programmes des rencontres
| Division | Club                | Résultat    | Club               | Division | Lieu                                  | Date, heure     |
| -------- | ------------------- | ----------- | ------------------ | -------- | ------------------------------------- | --------------- |
| (D1P)    | SS Jeanne d'Arc     | 1-0         | ARC Bras Fusil     | (D1P)    | Stade Lambrakis (Le Port)             | 28 juin, 20h00  |
| (D2R)    | AS Possession       | 1-2'ap      | AJ Petite-Île      | (D1P)    | Stade Youri-Gagarine (La Possession)  | 28 juin, 20h00  |
| (D1P)    | SS Saint-Louisienne | 1-1, 5-3tab | AF Saint-Louis     | (D1P)    | Stade Théophile Hoarau (Saint-Louis)  | 28 juin, 20h00  |
| (D2D)    | US Sainte-Anne      | 0-7         | AS Excelsior       | (D1P)    | Stade Marc Minatchy (Sainte-Anne)     | 29 juin, 15h00  |
| (D1P)    | AS Marsouins        | 3-0         | FC Ligne-Paradis   | (D1P)    | Stade Saint-Leu (Saint-Leu)           | 29 juin, 15h00  |
| (D2D)    | AFC Halte là        | 2-3         | US Sainte-Marienne | (D2D)    | Stade Youri-Gagarine (La Possession)  | 29 juin, 16h00  |
| (D2D)    | Saint-Pauloise FC   | 2-1         | JS Piton Saint-Leu | (D2R)    | Stade Paul-Julius-Bénard (Saint-Paul) | 29 juin, 16h00  |
| (D1P)    | JS Saint-Pierroise  | 0-0, 3-1tab | SDEFA              | (D2R)    | Stade Michel Volnay (Saint-Pierre)    | 29 juin - 16h00 |

## Quarts de finale
Programmes des rencontresnote: toutes les rencontres cités ci-dessous ont lieu sur des terrains neutres
| Division | Club                | Résultat | Club               | Division | Lieu                                 | Date, heure    |
| -------- | ------------------- | -------- | ------------------ | -------- | ------------------------------------ | -------------- |
| (D1P)    | SS Saint-Louisienne | 0-1      | Saint-Pauloise FC  | (D1P)    | Stade Jean-Ivoula (Saint-Denis)      | 9 août, 20h00  |
| (D1P)    | AS Excelsior        | 2-0      | SS Jeanne d'Arc    | (D1P)    | Stade Klébert Picard (Le Tampon)     | 10 août, 16h00 |
| (D1P)    | JS Saint-Pierroise  | 3-2 ap   | AS Marsouins       | (D1P)    | Stade Théophile Hoarau (Saint-Louis) | 10 août, 16h00 |
| (D1P)    | AJ Petite-Île       | 0-1      | US Sainte-Marienne | (D1P)    | Stade Saint-Leu (Saint-Leu)          | 10 août, 16h00 |

## Demi-finales
Programmes des rencontresnote: toutes les rencontres cités ci-dessous ont lieu sur des terrains neutres
| Division | Club               | Résultat    | Club               | Division | Lieu                                  | Date, heure        |
| -------- | ------------------ | ----------- | ------------------ | -------- | ------------------------------------- | ------------------ |
| (D1P)    | US Sainte-Marienne | 1-1, 2-4tab | AS Excelsior       | (D1P)    | Stade Paul-Julius-Bénard (Saint-Paul) | 6 septembre, 20h00 |
| (D1P)    | Saint-Pauloise FC  | 2-1         | JS Saint-Pierroise | (D1P)    | Stade Klébert Picard (Le Tampon)      | 7 septembre, 17h00 |

## Finale
| 12 octobre 2014 17h30 GMT | AS Excelsior                                             | 4 - 0 | Saint-Pauloise FC | Stade Michel-Volnay, Saint-Pierre               |                                                 |
|                           | J-M Fontaine 44e, K'Bidi 64e,Farro 70e(pen) ,Tidjani 84e |       |                   | Spectateurs : 4 132 Arbitrage : Frédéric Bureau | Spectateurs : 4 132 Arbitrage : Frédéric Bureau |

## Sources
- (fr) Site de la LRF (Ligue Réunionnaise de Football)